# Сармьенто де Гамбоа, Педро

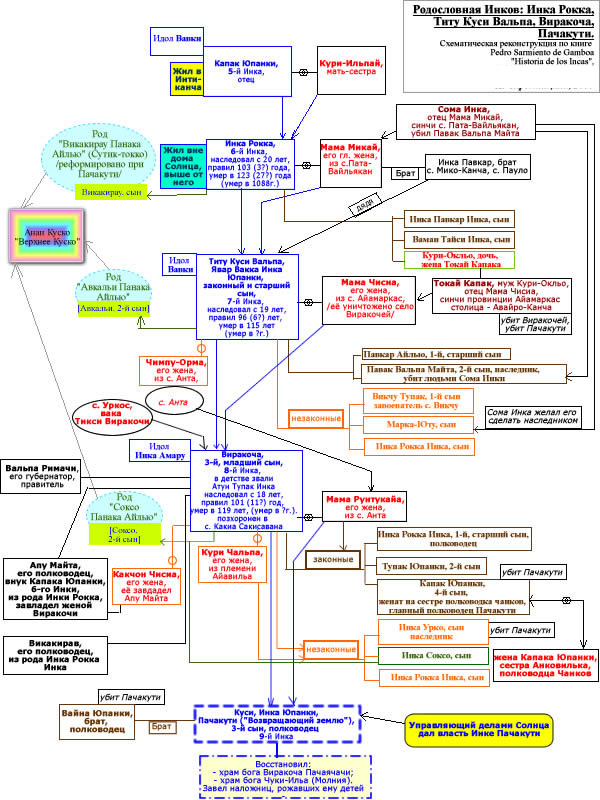
Сарьменто де Гамбоа, Генеалогия Инков. Инка Рокка, Титу Куси Вальпа, Виракоча, Пачакути.

Пе́дро Сармье́нто де Гамбо́а (исп. Pedro Sarmiento de Gamboa; 1532—1592) — испанский исследователь, путешественник, мореплаватель, солдат, писатель, поэт, историк, учёный (астроном, космограф, математик) и гуманист XVI века. Яркий представитель типа «универсального человека» (лат. homo universale) — идеала эпохи Ренессанса. Участвовал в открытии Соломоновых островов, исследовал побережье Чили. Первый губернатор земель у Магелланова пролива, осуществивший их заселение испанцами. Автор книги по истории инков с детальными описаниями их истории и мифологии, забытой на длительное время.
Не путать с:

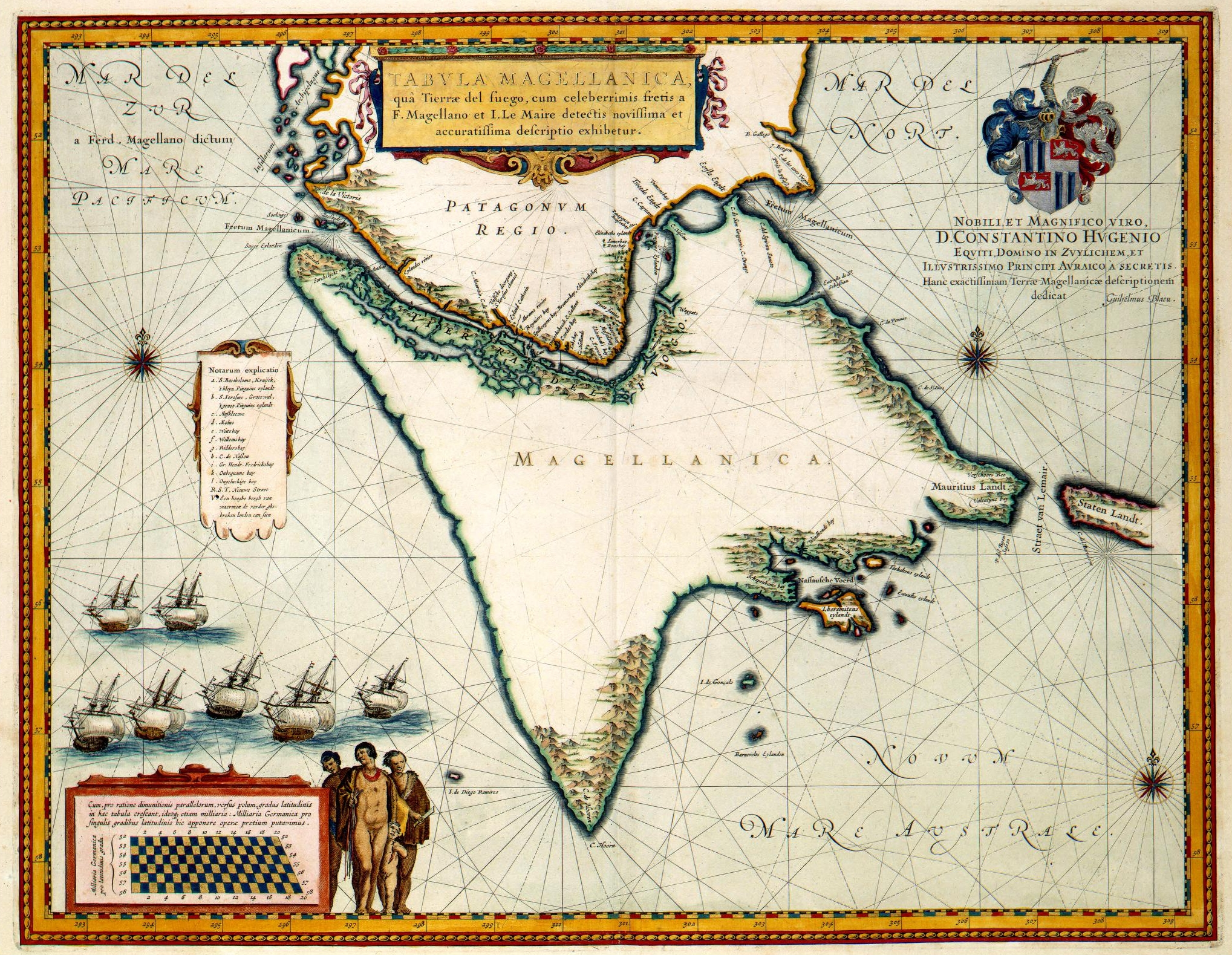
Древняя карта Магелланова пролива, 1635.

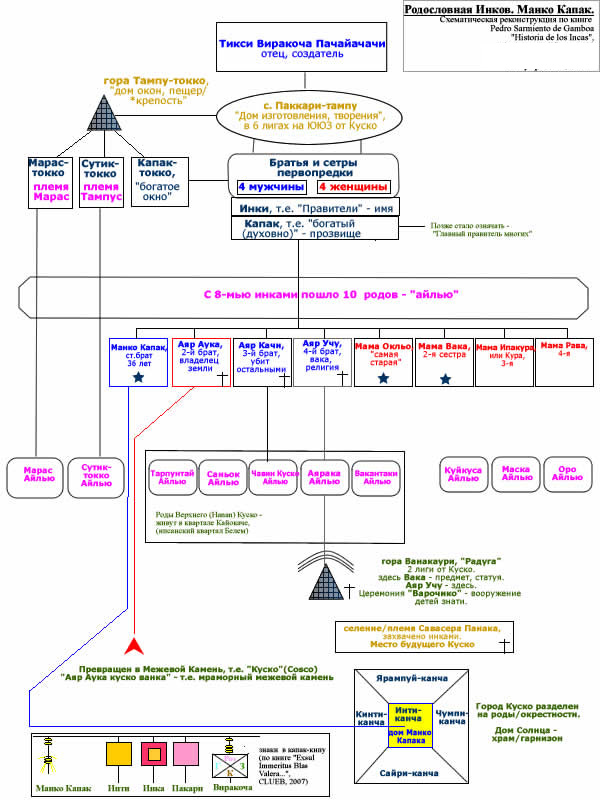
Сарьменто де Гамбоа, Манко Капак.

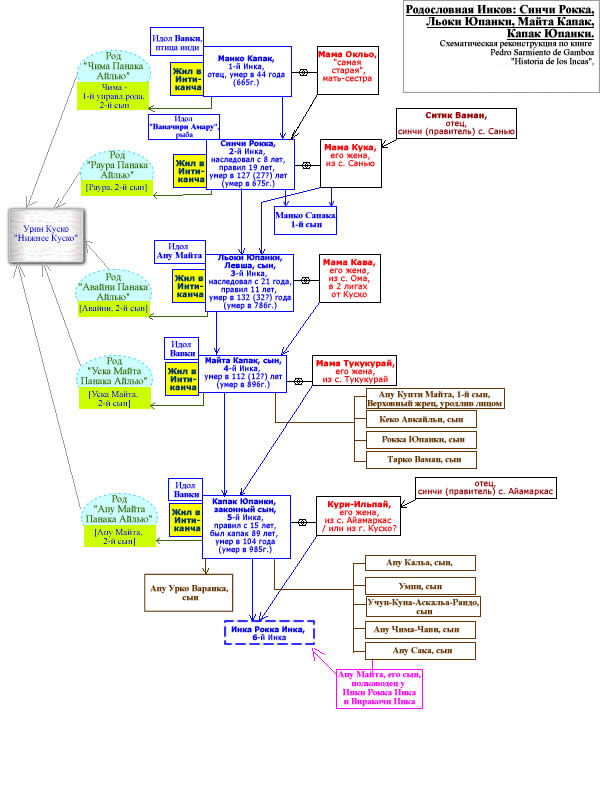
Сарьменто де Гамбоа, Генеалогия Инков. Синчи Рокка, Льоки Юпанки, Майта Капак, Капак Юпанки.

- Педро Сармьенто, главный герой мятежа в Толедо в 1449.
- Педро Гомес Сармьенто, епископ и кардинал, XVI век.

## Биография

### Первые годы
Место его рождения неизвестно: это либо Понтеведра в Галисии, откуда был его отцовский род, или Алькала-де-Энарес в Кастилии, где, как известно, он потом учился. Он сам утверждал, что был уроженцем обоих мест. Год его рождения также не вполне известен, но предполагается 1530 или 1532. Его отец Бартоломе Сармьенто (Bartolomé Sarmiento) родился в Понтеведра (Pontevedra), а его мать Мария Гамбоа (María Gamboa) родилась в Бильбао, Страна Басков.

### Воинская служба
С 1550 по 1555 он находился в обслуге армии императора Карла I. В 1555 он пересёк Атлантический океан и прибыл в Мексику, где жил в течение двух лет. В этот период у него были проблемы с Инквизицией. Отсюда он перебрался в Перу, где прожил больше двадцати лет.

### Жизнь в Перу
Живя на океанском побережье, Педро Сармьенто увлекается изучением морских просторов и начинает участвовать в открытиях Тихого океана. По вине доносчиков он вскоре был вынужден предстать перед судом Святой Инквизиции в 1557 году из-за шуточной переделки её приговора. В том же 1557 он решает на время отказаться от своих интересов и остаётся в Перу, надеясь исследовать южные моря когда-нибудь в будущем.

### Астроном и космограф
Неизвестно, где Педро Сармьенто провёл первые годы в Перу. Он продолжал изучать морское дело, с упорством осваивая привлекающие его науки — космографию и географию. Имея немало теоретических знаний и практического опыта в различных областях военной службы и мореплавании, со временем он получает известность как хороший солдат, опытный моряк, географ и выдающийся эксперт в астрономии. В 1564 году Сармьенто вновь появляется на судебном процессе Святой Инквизиции из-за своей шутки: создания нескольких колец или амулетов из золота и серебра, чтобы они принесли удачу на войне, дамам — любовь, а влиятельным лицам — признание. За это его вновь приговорили к изгнанию, но немного позже приговор был заменён архиепископом Херонимо де Лоайса.

### В поисках затерянных индейских островов
После того, как Сармьенто стал капитаном судна в экспедиции Менданья, он постепенно приобретает ещё большую известность. Губернатор Гарсия де Кастро приказывает подготовить армаду для открытия и заселения островов Авачумби и Ниньячумби, которые, согласно инкским легендам, были найдены в Южном море Тупаком Инкой Юпанки. Генералом экспедиции был выбран его племянник — Альваро де Менданья. Корабли вышли из порта Кальяо 19 ноября 1567 года. Несмотря на возникшие разногласия между генералом и Сармьенто, они прибыли к Соломоновым островам, которые подчинили королевской короне. Взаимные упрёки продолжились в январе 1569 года в порту Сантьяго, в Колиме (Мексика), однако считается достаточно вероятным, что мореплаватели достигли и посетили берега Австралии.

### Путешествие к Магелланову проливу
Первым из европейцев прошёл Магелланов пролив с запада на восток (1579—1580). В 1584 году Сармьенто де Гамбоа составил первую подробную карту Магелланова пролива. Умер в 1592 году, находясь в плавании на борту галеона, недалеко от Лиссабона.

## Захват Вилькабамбы
Сармьенто в качестве младшего лейтенанта и секретаря экспедиции принимает участие в начавшейся войне с правителем инков Тупак Амару. Испанских солдат под командованием Мартин Уртадо де Арбьето набралось примерно 250 человек, хорошо вооружённых и на лошадях, с большим количеством опытных ветеранов. Кроме того, их поддержали две тысячи индейцев под руководством двух дружелюбных касиков. Все они отправились из Куско в Вилькабамбу в середине апреля 1572 года.
После серьёзного столкновения между индейцами и испанцами последние одержали победу и захватили инку Тупак Амару, а также всех его полководцев. 24 сентября 1572 года их повесили на площади Куско, а Инка был обезглавлен. Сармьенто и Хуан де Бетансос, с которым у него были дружественные отношения, присутствовали при казни. Вина казнённых индейцев была в том, что они защищали свою свободу и обычаи. После этого Сармьенто возвращается в Лиму, где в 1575 году, согласно историческим документам, его в очередной раз вызывают на допрос инквизиции.

## Индейские хроники

### Основные его произведения
- История Инков. Архивировано 15 августа 2012 года.
- Путешествия к Магеллановому проливу. Архивировано 18 декабря 2012 года.

### Письма и доклады
Сармьенто де Гамбоа написал немало различных докладов, записок, писем и других документов, хранящихся ныне в различных учреждениях. Письма, написанные им:
- 1) Письмо Филиппу II. Куско, 4 марта 1572. Архивировано 8 января 2013 года..
- 2) Письмо al Consejo Real de Indias. Куско, 4 марта 1572.
- 3) Письмо Филиппу II. Мадрид, 6 марта 1581.
- 4) Письмо Филиппу II. Мадрид, 15 марта 1581
- 5) Представление Филиппу II. ¿Мадрид?, 1 мая ¿1581?.
- 6) Письмо Секретарю Филиппа II, Дону Антонио де Эраса. Севилья, 7 августа 1581.
- 7) Письмо Филиппу II. Севилья, 11 августа 1581.
- 8) Письмо Филиппу II. Рио-де-Жанейро, 26 октября 1582.
- 9) Письмо Филиппу II. Сантьяго де Кабо Верде, 30 октября 1582.
- 10) Письмо Дону Антонио де Эраса. Сантьяго де Кабо Верде, 31 января 1582.
- 11) Письмо Филиппу II. Сантьяго де Кабо Верде, 31 января 1582.
- 12) Письмо Дону Антонио де Эраса. Нуэстра Сеньора де ла Виктория, 5 января 1585.
- 13) Письмо Филиппу II. Бухта Всех Святых, 10 декабря 1583.
- 14) Письмо Филиппу II. Нуэстра Сеньора де ла Виктория, 5 января 1585.
- 15) Письмо Филиппу II. Рио-де-Жанейро, 24 de enero de 1585.
- 16) Письмо Дону Антонио де Эраса. Рио-де-Жанейро, 3 января 1585.
- 17) Письмо Филиппу II. Рио-де-Жанейро, 5 января 1585.
- 18) Письмо Дону Хуану де Идиакес. Тюрьма Монт де Марсан, 27 сентября 1589.
- 19) Письмо Филиппу II. Тюрьма Монт де Марсан, 2 октября 1589.
- 20) Мемориал Филиппу II. ¿Мадрид?, ¿1591?.
- 21) Мемориал Филиппу II. Мадрид, 21 ноября 1591.
- 22) Мемориал Филиппу II. Мадрид, 21 ноября 1591.
- 23) Письмо Капитану Алонсо де Басан. На борт галеона Сан Фелипе, 10 июля 1592.